# Список об'єктів Світової спадщини ЮНЕСКО в Єгипті
У списку об'єктів Світової спадщини ЮНЕСКО в Єгипті міститься 7 найменувань (станом на 2014 рік).
У наведеній таблиці об'єкти розташовані в порядку їх занесення до списку Світової спадщини.
| № | Зображення                            | Назва                                                           | Розташування    | Час створення | Рік внесення до списку | №                                                   | Критерії       |
| - | ------------------------------------- | --------------------------------------------------------------- | --------------- | ------------- | ---------------------- | --------------------------------------------------- | -------------- |
| 1 | Монастир Абу-Мена                     | Ранньохристиянські пам'ятки в Абу-Мені (араб. أبو مينا)         | Александрія     |               | 1979                   | 90 [Архівовано 25 грудня 2018 у Wayback Machine.]   | iv             |
| 2 | Колос Мемнона у Фіванському некрополі | Стародавні Фіви та їх некрополь                                 | Кена            |               | 1979                   | 87 [Архівовано 13 серпня 2017 у Wayback Machine.]   | i, iii, vi     |
| 3 | Центр Каїра                           | Історичний район Каїра                                          | Каїр            |               | 1979                   | 89 [Архівовано 25 грудня 2018 у Wayback Machine.]   | i, v, vi       |
| 4 | Піраміди Ґізи                         | Мемфіс і його некрополі — комплекси пірамід від Ґізи до Дахшура | Ґіза            |               | 1979                   | 86 [Архівовано 5 травня 2020 у Wayback Machine.]    | i, iii, vi     |
| 5 | Храм Нектанебо на острові Філе        | Пам'ятники Нубії від Абу-Сімбела до Філе                        | Асуан           |               | 1979                   | 88 [Архівовано 25 грудня 2018 у Wayback Machine.]   | i, iii, vi     |
| 6 | Монастир Святої Катерини              | Монастир святої Катерини та його околиці                        | Південний Синай |               | 2002                   | 954 [Архівовано 25 грудня 2018 у Wayback Machine.]  | i, iii, iv, vi |
| 7 | Форми ерозії у Ваді-аль-Хітан         | Ваді-аль-Хітан («Долина китів») (араб. وادي الحيتان)            | Фаюм            |               | 2005                   | 1186 [Архівовано 25 грудня 2018 у Wayback Machine.] | viii           |